# El simpatizante
El simpatizante es la primera novela del profesor vietnamita-estadounidense Viet Thanh Nguyen, publicada en 2015. Es un libro superventas y ganador del Premio Pulitzer de ficción 2016. La obra recibió críticas generalmente positivas, y fue nombrada "elección del editor" del New York Times.
La novela incorpora elementos de varios géneros: inmigrante, misterio, política, metaficción, comedia oscura, histórica, espía y guerra. La historia describe al narrador anónimo, un topo de Vietnam del Norte en el ejército de Vietnam del Sur, que está integrado en una comunidad de Vietnam del Sur durante su exilio en los Estados Unidos. Mientras vive allí, el narrador dice ser un expatriado y asesor cultural en la filmación de una película estadounidense, muy parecida a Platoon y Apocalypse Now, antes de regresar a Vietnam como parte de una incursión guerrillera contra los comunistas.
La identidad dual del narrador, como topo e inmigrante, y la americanización de la guerra de Vietnam en la literatura internacional son temas centrales en la novela. El libro se publicó 40 años al mes después de la caída de Saigón, que es la escena inicial del libro.
Una secuela, titulada The Committed, fue publicada en inglés el 2 de marzo de 2021.

## Argumento
Ambientado como el flashback de una confesión forzada de un preso político, el libro cuenta la historia del gobierno de Vietnam del Sur en 1975 y los acontecimientos posteriores en el exilio estadounidense en Los Ángeles, a través de los ojos de un agente comunista encubierto, mitad vietnamita, mitad francés.  El espía permanece anónimo a lo largo de la novela, desde la caída de Saigón, los campos de refugiados y la reubicación en Los Ángeles, su tiempo como consultor cinematográfico en Filipinas y finalmente su regreso y posterior encarcelamiento en Vietnam.
El narrador vive en una serie de dualidades, y a veces contradicciones: es descendiente de sangre mixta (madre vietnamita y padre sacerdote católico francés), criado en Vietnam pero asistió a la universidad en los EE. UU. Un topo de Vietnam del Norte  y amigo de oficiales de Vietnam del Sur y de un agente de la CIA. Durante la inminente caída de Saigón, como ayudante de campo, organiza un vuelo de última hora como parte de la Operación Viento Frecuente, para garantizar su seguridad, la de su mejor amigo Bon y la del general al que aconseja. Durante la evacuación, se les dispara mientras están abordando, la esposa y el hijo de Bon mueren junto con muchos otros.
En Los Ángeles, el general y sus ex oficiales se debilitan rápidamente, desilusionados por una cultura extranjera y su rápido declive de estatus. El general intenta recuperar algo de honor abriendo su propio negocio, una licorería. La continua emasculación y deshumanización dentro de la sociedad estadounidense lleva al general a redactar planes para reunir un ejército de expatriados de Vietnam del Sur para regresar como rebeldes a Vietnam. Mientras participa en la unidad de expatriados, el narrador toma un puesto administrativo en Occidental College, comienza a tener una aventura con la Sra. Mori, su colega japonés-estadounidense, y luego con la hija mayor del general, Lana. Mientras vive en los Estados Unidos, el narrador envía cartas con tinta invisible a Man, un revolucionario y manejador de Vietnam del Norte, brindándole información sobre los intentos del general de formar un ejército.
Cuando recibe una oferta para asesorar sobre una película de Hollywood sobre la guerra de Vietnam llamada The Hamlet, lo ve como una oportunidad para mostrar múltiples aspectos de la guerra y dar voz a los vietnamitas en esa representación histórica. Sin embargo, trabajando en el set en Filipinas, no solo no logra profundizar la representación engañosa y románticamente estadounidense de la guerra, sino que casi muere cuando los explosivos empleados detonan mucho antes de lo que deberían. Existe escepticismo sobre si la explosión fue un error, ya que al director le disgustaba mucho el narrador.
Después de recuperarse, y contra la insistencia de Man de que se quede en los EE. UU. y continúe con su trabajo como topo, el narrador decide acompañar a las tropas exiliadas de regreso a Vietnam. Antes de regresar, ejecuta al editor de un periódico vietnamita de izquierda, "Sonny", de quien se entera de que tuvo una aventura con la Sra. Mori mientras él estaba en Filipinas. Durante su misión en Vietnam, logra salvar la vida de Bon. Sin embargo, no logra ninguna ventaja de ello, ya que son capturados y encarcelados.
El protagonista escribe su confesión en un campamento, una petición de perdón dirigida al comandante. Sin embargo, en lugar de escribir lo que sus compañeros comunistas desean escuchar, el protagonista reflexiona de forma compleja y matizada sobre los hechos que han llevado a su encarcelamiento. Se niega a mostrar un solo aspecto, no deja nada fuera (incluso sus dolorosos recuerdos de una infancia sin padre o de su primera experiencia masturbándose), y simpatiza con las múltiples perspectivas del complicado conflicto que ha dividido a la nación. Si bien todavía se considera comunista y revolucionario, reconoce su amistad con los que supuestamente son sus enemigos y entiende que todos los soldados luchan con honor por su hogar. Cuando borradores de confesión son rechazados, finalmente lo llevan ante el comisario.
El comisario, el hombre sin rostro, resulta ser su directo superior, Man. Ello no impide, sin embargo, que Man lo someta a torturas como parte de su reeducación. Primero, debe admitir su delito de complicidad en la tortura y violación de una agente comunista. Luego debe darse cuenta de que participó, aunque inconscientemente, en el asesinato de su padre. Por último, debe aprender la lección final de Man de que una revolución que luchó por la independencia y la libertad podría hacer que esas cosas valieran menos que nada, que la nada misma era más preciosa que la independencia y la libertad. La novela termina con el narrador en un grupo de boat people.

## Estilo
Casi todas las reseñas comentan el rasgo estilístico más distintivo: el narrador anónimo que comenta continuamente. El protagonista tiene una "habilidad acrobática" que guía al lector a través de las contradicciones de la guerra y la identidad estadounidense. La narración en primera persona deriva del contexto que enmarca del libro: una confesión del narrador frente a los captores comunistas que intentan hacerle pagar cuentas por su exilio. Los comunistas lo obligan a escribir y reescribir la narrativa, en un intento de corregir su visión ideológica sobre Estados Unidos y los enemigos de Vietnam del Sur.
Muchas críticas comparan el estilo del narrador con el de otros autores típicamente estadounidenses. Randy Boyagoda, de The Guardian, describe el pasaje inicial de la novela como una "ostentosa referencia a El hombre invisible de Ralph Ellison ". Para Boyagoda, el anonimato y la reflexión sobre la vida doble del narrador se asemejan mucho a la narración del  afroamericano desde la perspectiva del ocultamiento. Ron Charles describe la voz narrativa como cercana tanto a las "escenas cómicas de autoabuso inspiradas en Roth" como al "hermoso catálogo de sufrimiento de Whitman".

## Temas
La mayoría de las reseñas de la novela la describen como una respuesta literaria a la visión del mundo típicamente estadounidense de obras como Apocalypse Now y Platoon. En particular, la sección de la novela donde el narrador aconseja sobre Hamlet ayuda a examinar críticamente esta visión del mundo. Ron Charles describe esta sección como "tan divertida como trágica", capaz de "llevar toda la novela". La reseña del libro del New York Times describe la guerra como una "guerra literaria" y dice que El simpatizante de Nguyen está "dando voz a la [perspectiva vietnamita] que antes no la tenía, mientras nos obliga al resto de nosotros a mirar los eventos de hace 40 años bajo una nueva luz". En parte, la novela es una respuesta a la propia admiración de Nguyen, pero a su difícil relación con obras como Platoon, Apocalypse Now y Rambo y la matanza de vietnamitas en las películas.
La dualidad de casta, educación y lealtades del narrador impulsa gran parte de sus actividades en la novela. Al principio, esta dualidad es la fuerza del protagonista, que proporciona una crítica hábil e investigativa sobre las contradicciones de las situaciones sociales, pero al final esta dualidad "se convierte en un absurdo tour de force que podría haber sido escrito por un Kafka o un Genet." 

## Adaptación televisiva
En abril de 2021, A24 y Rhombus Media adquirieron los derechos de la novela para adaptarla a una serie de televisión. En julio de 2021, se anunció que HBO le había dado a la producción un pedido de serie. La serie será producida por A24 con Robert Downey Jr. como coprotagonista y productor ejecutivo, Park Chan-wook como director y Don McKellar como coproductor ejecutivo.

## Recepción
The New York Times Book Review elogió la novela por su lugar en la literatura más amplia de la Guerra de Vietnam y por su tratamiento de las dualidades de una manera que "se compara favorablemente con maestros como Conrad, Greene y le Carré ". Escribiendo para The Washington Post, Ron Charles llamó a la novela "sin duda un nuevo clásico de la ficción de guerra" que es "sorprendentemente perspicaz y peligrosamente sincera". Para Charles, son menos los detalles de la explosión temática de la respuesta a la guerra de Vietnam lo que hace que la novela sea relevante, sino cómo "Nguyen sondea la soledad de la vida humana, los costos de la fraternidad y los trágicos límites de nuestra simpatía". Randy Boyagoda la describe como una "reinvención audaz, ingeniosa y de mentalidad global de la guerra de Vietnam y sus legados públicos y privados entrelazados". Un crítico vietnamita señaló que, finalmente, los estadounidenses tienen la oportunidad de obtener una nueva perspectiva de la guerra, una que contrasta con la proporcionada por los creadores de mitos de Hollywood.
La principal crítica de los revisores es, a veces, la descripción sobrescrita en la novela. Aunque en general apoya la novela, Boyagoda describe esta sobreescritura: "la fanfarronería del Capitán contra los estereotipos este/oeste y contra los males putativos de los EE. UU. y el catolicismo obstruye su monólogo porque hace poco más que promover un conjunto igualmente trillado de quejas y refutaciones. La propia formación académica de Nguyen también se infiltra, inspirando un lenguaje didáctico".

## Premios
- Ganador, Premio Pulitzer de ficción 2016[12]
- Ganador, Premio Literario de la Paz de Dayton 2016[13]
- Ganador, Medalla Carnegie a la Excelencia en Ficción 2016
- Ganador, Premio Edgar 2016 a la Mejor Primera Novela
- Ganador, 2015 Center for Fiction First Novel Prize
- Ganador, Premio Americano Asiático / Pacífico de Literatura 2015
- Finalista, Premio PEN/Faulkner de ficción 2016[14]
- Preseleccionado, Premio Literario Internacional de Dublín 2017[15]